# Ebeko
Ebeko es un volcán del tipo Somma que se encuentra ubicado en las islas Kuriles, específicamente en el norte de la isla de Paramushir. Es uno de los volcanes más activos de las islas Kuriles.

## Geología
Es un volcán muy activo y de características avanzadas. Posee en su cimas diversos cráteres de los cuales tres presentan algún tipo de actividad reciente, el cual el más grande posee un diámetro entre 250 y 300 metros de ancho y una profundidad de 100 metros. Algunos cráteres pueden contener lagos ácidos y otros con características termales.
Ebeko ha producido distintas y variadas erupciones en su tiempo histórico, los cuales destacan los episodios en 1793, 1859, 1963, 1967, 1934 a 1935, 1987 a 1990, 1998, 2007, y en 2009; y actualmente experimenta un  proceso eruptivo que inició en agosto de 2018 y que aún sigue en curso.